# Лучки (Ружомберок)
Лучки (слч. Lúčky) насељено је мјесто са административним статусом сеоске општине (слч. obec) у округу Ружомберок, у Жилинском крају, Словачка Република.

## Становништво
| Година:    | 1994. | 2004.   | 2014.   | 2024.    |
| ---------- | ----- | ------- | ------- | -------- |
| Број људи: | 1720  | 1736    | 1818    | 1576     |
| Разлика:   |       | +0,93 % | +4,72 % | -13,31 % |

| Година:    | 2023. | 2024.   |
| ---------- | ----- | ------- |
| Број људи: | 1597  | 1576    |
| Разлика:   |       | -1,31 % |

Према подацима о броју становника из 2011. године насеље је имало 1.832 становника.